# 14 februari
14 februari är den 45:e dagen på året i den gregorianska kalendern. Det återstår 320 dagar av året (321 under skottår).

## Återkommande bemärkelsedagar

### Festdagar
- Alla hjärtans dag (sedan medeltiden till minne av Sankt Valentinus, som dog denna dag 269)

## Namnsdagar

### I den svenska almanackan
- Nuvarande – Valentin
- Föregående i bokstavsordning
  - Tina – Namnet infördes 1986 på 22 februari, men flyttades till dagens datum 1993 och utgick 2001.
  - Valentin – Namnet har funnits på dagens datum sedan medeltiden (även i formen Valentinus), till minne av en kristen biskop och martyr, som dog martyrdöden 269, och har inte flyttats.
  - Valentina – Namnet infördes på dagens datum 1986, men utgick 1993.
  - Vally – Namnet infördes på dagens datum 1986, men utgick 1993.
- Föregående i kronologisk ordning
  - Före 1901 – Valentin eller Valentinus
  - 1901–1985 – Valentin
  - 1986–1992 – Valentin, Valentina och Vally
  - 1993–2000 – Valentin och Tina
  - Från 2001 – Valentin
- Källor
  - Brylla, Eva (red.): Namnlängdsboken, Norstedts ordbok, Stockholm, 2000. ISBN 91-7227-204-X
  - af Klintberg, Bengt: Namnen i almanackan, Norstedts ordbok, Stockholm, 2001. ISBN 91-7227-292-9

### Finlandssvenska almanackan
- Nuvarande från 1929[1] – Valentin
- I föregående revideringar[a][2]
  - inga ändringar sedan 1929

## Händelser
- 1130 – Sedan Calixtus II har avlidit dagen före väljs Gregorio Papareschi till påve och tar namnet Innocentius II. Samtidigt utses Anacletus II till motpåve.
- 1859 – Oregon blir den 33:e delstaten som upptas i den amerikanska unionen.[3]
- 1876 – Den amerikanske uppfinnaren Alexander Graham Bell lämnar vid halv tolv-tiden på dagen in en patentansökan till patentverket i Washington, D.C. på en apparat, med vilken man ska kunna samtala med varandra över långa avstånd, vilken kallas telefon. Experiment med överföring av tal på elektrisk väg har gjorts av olika uppfinnare i över 30 år redan och bara två timmar före Bell har Elisha Gray lämnat in en patentansökan på en liknande apparat. Eftersom dennes ansökan dock inte behandlas förrän två timmar efter Bells ansökan räknas Bell som telefonens uppfinnare.
- 1912 – Arizona blir den 48:e delstaten att upptas i den amerikanska unionen.[4] Därefter upptas ingen ny delstat förrän 1959, alltså på nästan 47 år, och detta blir den hittills näst längsta perioden i USA:s historia, under vilken ingen ny delstat upptas.
- 1922 – Det 1897 grundade Marconi's Wireless Telegraph Company får licens att återuppta sina experimentradiosändningar i Storbritannien (de stoppades helt och hållet av det brittiska postverket 1920). Sändningarna sker från en stuga i Writtle nära Chelmsford, men tre månader senare (den 11 maj) kan man börja sända från företagets adress i London.
- 1928 – Under årets vinter-OS i schweiziska Sankt Moritz vinner den svenske längdskidåkaren Per-Erik ”Särna” Hedlund guld på 50 kilometer längdskidåkning, vilket blir Sveriges första vinter-OS-guld någonsin. Han åker i vit dräkt som sömmerskor på hembygden sytt åt honom. Den anses efter segern medföra tur. Sedan dess är den svenska landslagsdressen för längdskidåkare en mer eller mindre vit dräkt.
- 1932 – Fotbollsklubben FC Vaduz bildas.
- 1952 – Olympiska vinterspelen 1952 invigs i Oslo av prinsessan Ragnhild av Norge. Spelen avslutas 25 februari.
- 1987 – Den svenske skidåkaren Ingemar Stenmark tar sin sista världscupseger i slalom i franska Le Markstein. Det blir hans näst sista seger i alpina världscupen över huvud taget.
- 1989
  - Satellitnavigationssystemet Global Positioning Systems (GPS) första satellit placeras i omloppsbana. Fram till 1994 skjuter man upp 24 stycken och systemet används för att på en elektronisk karta hålla reda på var man befinner sig.
  - Irans högste ledare ayatollan Ruhollah Khomeini utfärdar en fatwa mot den indiske författaren Salman Rushdie för dennes kontroversiella skildring av profeten Muhammed i romanen Satansverserna, som han har publicerat i september året före. Fatwan innebär att Rushdie ska dödas och boken fördöms, varför Rushdie tvingas gå under jorden. Det hela leder till att Storbritannien den 7 mars samma år bryter de diplomatiska förbindelserna med Iran och att två ledamöter i Svenska Akademien – Kerstin Ekman och Lars Gyllensten – slutar delta i Svenska Akademiens arbete, eftersom den inte vill ställa sig bakom en appell till den svenska regeringen i frågan (vilket motiveras av en regel i akademins stadgar, som säger, att den inte ska göra politiska uttalanden).
- 1995 – Det första numret av den svenska gratistidningen Metro delas ut i Stockholms tunnelbana. Den kom senare att utges i över tjugo olika länder och var under en period världens största tidning utanför Japan.
- 2006 – De svenska skidåkarna Anna Dahlberg och Lina Andersson vinner guld i damernas skidsprintstafett under årets vinter-OS i italienska Turin, vilket blir Sveriges första vinter-OS-guld på tolv år (det senaste dessförinnan var Tre Kronors guld i ishockeyturneringen i Lillehammer 1994). En halvtimme senare tar även herrarna Thobias Fredriksson och Björn Lind guld i samma gren.

## Födda
- 1652 – Camille d'Hostun de la Baume, fransk fältherre och marskalk
- 1763 – Jean Victor Marie Moreau, fransk general
- 1819 – Christopher Sholes, amerikansk uppfinnare
- 1822 – Betty Boije, finländsk operasångare och tonsättare
- 1844 – Robert Themptander, svensk politiker och ämbetsman, Sveriges finansminister 1881–1886 och Sveriges statsminister 1884–1888
- 1859 – Justus Hagman, svensk skådespelare
- 1869 – C.T.R. Wilson, brittisk fysiker, mottagare av Nobelpriset i fysik 1927
- 1879 – Gaetano Catanoso, italiensk präst, ordensgrundare och helgon
- 1887 – Johan Rosén, svensk skådespelare, dekormålare, attributör och teaterdirektör
- 1890 – John Gustavson, svensk lantbrukare och bondeförbundspolitiker
- 1895 – Wilhelm Burgdorf, tysk general
- 1900 – Bengt Helldal, svensk läkare, Sveriges äldste man från 2003
- 1902 – Thelma Ritter, amerikansk skådespelare
- 1904 – Hertta Kuusinen, finländsk kommunistisk politiker
- 1912 – Juan Pujol García, spansk dubbelagent under andra världskriget
- 1914
  - Sven Forssell, svensk författare och manusförfattare
  - Britt G. Hallqvist, svensk författare och psalmförfattare
- 1916 – C. William O'Neill, amerikansk republikansk politiker och jurist, guvernör i Ohio 1957–1959
- 1917
  - Herbert Hauptman, amerikansk matematiker och kemist, mottagare av Nobelpriset i kemi 1985
  - Ingegerd Aschan, svensk lärare, skådespelare och regissör
- 1921 – Giovanni Jaconelli, svensk klarinettmusiker
- 1926 – María del Carmen Franco y Polo, spansk hertiginna, dotter till den spanske diktatorn Francisco Franco
- 1927 – Lois Maxwell, kanadensisk skådespelare, mest känd i rollen som Miss Moneypenny i James Bondfilmerna 1962–1985
- 1932 – Harriet Andersson, svensk skådespelare
- 1935 – Mickey Wright, amerikansk golfspelare
- 1937 – Wiveca Billquist, svensk fotomodell, skådespelare och tv-producent
- 1938 – Anita Dahl, svensk skådespelare
- 1941
  - John Butterfill, brittisk konservativ parlamentsledamot 1983–2010
  - Lars Passgård, svensk skådespelare
  - Paul Tsongas, amerikansk demokratisk politiker, senator för Massachusetts 1979–1985
- 1943 – Aaron Russo, amerikansk filmproducent och politisk aktivist
- 1944
  - Alan William Parker, brittisk filmregissör
  - Ronnie Peterson, svensk racerförare
- 1945 – Nick Lampson, amerikansk demokratisk politiker, kongressledamot 1997–2005 och 2007–2009
- 1946 – Gregory Hines, amerikansk skådespelare, sångare, koreograf och dansare
- 1947 – Vartan Malakian, armenisk-amerikansk konstnär
- 1948 – Teller, amerikansk programledare och illusionist, medlem av duon Penn & Teller
- 1949 – Richard Neal, amerikansk demokratisk politiker, kongressledamot 1989–
- 1951 – Kevin Keegan, brittisk fotbollsspelare och -manager
- 1959 – Renée Fleming, amerikansk sopranoperasångare
- 1961 – J. Gresham Barrett, amerikansk republikansk politiker
- 1967 – Calle Johansson, svensk ishockeyspelare
- 1972 – Rob Thomas, amerikansk rocksångare och låtskrivare
- 1976
  - Milan Hejduk, tjeckisk ishockeyspelare
  - Liv Kristine, norsk musiker och sångare i Leaves' Eyes
  - Erica Leerhsen, amerikansk skådespelare
- 1982 – Marián Gáborík, slovakisk ishockeyspelare
- 1983 – Bacary Sagna, fransk fotbollsspelare
- 1986 – Anootsara Maijarern, thailändsk fotbollsspelare
- 1988 – Asia Nitollano, amerikansk sångare i gruppen The Pussycat Dolls

## Avlidna
- 269 – Valentinus, kristen präst, biskop och martyr samt helgon i romerska riket
- 1318 – Margareta av Frankrike, omkring 36 eller 39, Englands drottning 1299–1307 (gift med Edvard I)
- 1400 – Rikard II, 33, kung av England och herre över Irland 1377–1399
- 1779 – James Cook, 50, brittisk kapten och upptäckare (dödad av infödingar på Hawaii)
- 1806 – Jean Dauberval, 63, fransk dansör och koreograf
- 1834 – John Shore, 1:e baron Teignmouth, 82, brittisk politiker
- 1852 – Thomas Carlin, 62, amerikansk demokratisk politiker, guvernör i Illinois 1838–1842
- 1865 – Thomas Holliday Hicks, 66, amerikansk politiker, guvernör i Maryland 1858–1862, senator för samma delstat från 1862
- 1880
  - Samuel G. Arnold, 58, amerikansk republikansk politiker, senator för Rhode Island 1862–1863
  - Wilhelmina Enbom, 75, svensk operasångerska
- 1883 – Edwin D. Morgan, 72, amerikansk republikansk politiker
- 1888 – Niels Bredal, 46, dansk konstnär
- 1891 – William Tecumseh Sherman, 71, amerikansk general
- 1922 – Heikki Ritavuori, 41, finländsk politiker, Finlands inrikesminister 1919–1920 och sedan 1921
- 1925 – Signe Hebbe, 87, svensk skådespelerska, teaterpedagog och operasångerska
- 1929 – Elmore Y. Sarles, 70, amerikansk republikansk politiker, guvernör i North Dakota 1905–1907
- 1930 – Fred Dubois, 78, amerikansk politiker, senator för Idaho 1891–1897 och 1901–1907
- 1938 – Christian Lous Lange, 68, norsk politiker och pacifist, mottagare av Nobels fredspris 1921
- 1941 – Aloys Schulte, 83, tysk historiker
- 1943 – David Hilbert, 81, tysk matematiker
- 1950 – Karl Guthe Jansky, 44, amerikansk fysiker
- 1960 – Sven Lidman, 77, svensk författare, ledargestalt inom pingströrelsen
- 1966
  - Frithiof Bjärne, 69, svensk skådespelare
  - Hugo Björne, 80, svensk skådespelare
- 1972 – Gunnar Odelryd, 68, svensk rekvisitör, filmarkitekt, inspicient och producent
- 1974 – Andreas Andersson, 89, svensk hemmansägare och politiker för Högerpartiet
- 1975 – P.G. Wodehouse, 93, brittisk författare, mest känd för böckerna om Bertie Wooster och hans betjänt Jeeves
- 1980 – Victor Gruen, 76, österrikisk arkitekt
- 1994 – Andrej Tjikatilo, 57, rysk seriemördare (avrättad)
- 1995 – Leif Reinius, 87, svensk arkitekt
- 1997 – William L. Scott, 81, amerikansk republikansk politiker, senator för Virginia 1973–1979
- 2000 – Hagge Geigert, 74, svensk artist, skribent och teaterdirektör
- 2002 – Nándor Hidegkuti, 79, ungersk fotbollsspelare
- 2003 – Gunnar Johansson, 78, svensk fotbollsspelare, VM-brons 1950
- 2004 – Marco Pantani, 34, italiensk tävlingscyklist
- 2005 – Rafiq Hariri, 60, libanesisk politiker, Libanons premiärminister 1992–1998 och 2000–2004 (mördad)
- 2006 – Putte Wickman, 81, svensk klarinettist
- 2007
  - Tore Browaldh, 89, svensk affärsman och näringslivsprofil
  - Richard S. Prather, 85, amerikansk författare
- 2009 – Louie Bellson, 84, amerikansk storbandstrumslagare
- 2010 – Dick Francis, 89, brittisk kriminalförfattare och jockey
- 2011 – George Shearing, 91, brittisk-amerikansk jazzpianist och kompositör
- 2012 – Tonmi Lillman, 38, finländsk trumslagare
- 2013
  - Reeva Steenkamp, 29, sydafrikansk fotomodell (mördad)
  - Ronald Dworkin, 81, amerikansk rättsfilosof och konstitutionell jurist
  - Jaakko Sievänen, 80, finländsk målare
- 2014
  - Tom Finney, 91, brittisk fotbollsspelare
  - John Henson, 48, amerikansk dockskådespelare
- 2015
  - Michele Ferrero, 89, italiensk affärsman, ägare av konfektyrföretaget Ferrero
  - Louis Jourdan, 93, fransk skådespelare
  - Philip Levine, 87, amerikansk poet och universitetslärare
  - Wim Ruska, 74, nederländsk judoutövare
- 2018
  - Claes Elmstedt, 89, svensk centerpartistisk politiker, Sveriges kommunikationsminister 1981–1982, landshövding i Gotlands län 1984–1991
  - Ruud Lubbers, 78, nederländsk kristdemokratisk politiker, premiärminister 1982–1994
  - Morgan Tsvangirai, 65, zimbabwisk politiker, premiärminister 2009–2013
- 2021 – Carlos Menem, 90, argentinsk politiker, Argentinas president 1989–1999